# Студио 54 Нетворк (радио)
„Студио 54 Нетворк“ (на италиански: Studio 54 Network) е италианска радиостанция, единствената частна с национален лиценз.
Започва излъчване на 6 юни 1985 г. в Локри.

## Известни водещи
- Луциано Прокопио
- Росселла Лафаче
- Ензо ДиКиера
- Марика Торчивиа
- Деметрио Малгери
- Франко Сизилиано
- Паоло Сиа
- Мара Рекики

## Контакт
- Телефон/факс: +39 0964 29764.
- Адрес: Studio 54 SRL, via Don Vittorio 148 – 89044 Locri, Reggio Calabria, Italia.